# بولا (ویرجینیای غربی)
بولا (به انگلیسی: Bula) یک منطقهٔ مسکونی در ایالات متحده آمریکا است که در شهرستان مونونگالیا، ویرجینیای غربی واقع شده‌است. بولا ۲۹۸٫۱ متر بالاتر از سطح دریا واقع شده‌است.